# 明海拳
明海拳，四川拳術，為中國武術流派之一，也是少林寺拳法的分支之一。

## 源流
清朝同治年間少林寺僧人明海雲遊至四川時，居於萬縣回龍寺期間將少林武術與四川當地五術結合，自成一家，逐漸形成新的門派明海拳。
明海大師將明海拳傳授給回龍寺僧人袁心和尚，後再傳至雪心和尚，再傳到奉二、奉七等武師後，明海拳已經廣泛流傳於萬縣當地。

## 介紹
明海拳的特色發勁訊猛，剛勁有力，以丁不丁、八不八的步型為主，拳法講究陰陽分明，沉浮吞吐，擒拿短打，進退閃躲，身靈心靜，隨心所轉，邁步如黏

## 來源
1. 1 2  毛銀坤《四川武術大全》